# Сесар-Чавес (Техас)
Сесар-Чавес (англ. Cesar Chavez) — переписна місцевість (CDP) в США, в окрузі Ідальго штату Техас. Населення — 1608 осіб (2020).

## Географія
Сесар-Чавес розташований за координатами 26°18′38″ пн. ш. 98°6′51″ зх. д. / 26.31056° пн. ш. 98.11417° зх. д. (26.310481, -98.114259).  За даними Бюро перепису населення США в 2010 році переписна місцевість мала площу 8,31 км², уся площа — суходіл. В 2017 році площа становила 7,53 км², уся площа — суходіл.

## Демографія
Згідно з переписом 2010 року, у переписній місцевості мешкало 1929 осіб у 528 домогосподарствах у складі 438 родин. Густота населення становила 232 особи/км².  Було 677 помешкань (82/км²).
Расовий склад населення:
| - 89,0 % — білих - 0,4 % — корінних американців - 0,3 % — чорних або афроамериканців - 9,0 % — осіб інших рас |

До двох чи більше рас належало 1,4 %. Частка іспаномовних становила 93,9 % від усіх жителів.
За віковим діапазоном населення розподілялося таким чином: 36,5 % — особи молодші 18 років, 56,0 % — особи у віці 18—64 років, 7,5 % — особи у віці 65 років та старші. Медіана віку мешканця становила 26,8 року. На 100 осіб жіночої статі у переписній місцевості припадало 98,9 чоловіків;  на 100 жінок у віці від 18 років та старших — 95,1 чоловіків також старших 18 років.
Середній дохід на одне домашнє господарство  становив 65 887 доларів США (медіана — 38 854), а середній дохід на одну сім'ю — 45 716 доларів (медіана — 37 813). За межею бідності перебувало 28,0 % осіб, у тому числі 35,6 % дітей у віці до 18 років та 5,4 % осіб у віці 65 років та старших.
Цивільне працевлаштоване населення становило 558 осіб. Основні галузі зайнятості: освіта, охорона здоров'я та соціальна допомога — 32,6 %, мистецтво, розваги та відпочинок — 13,1 %, виробництво — 12,5 %.